# 1069
1069 (MLXIX) var ett normalår som började en torsdag i den julianska kalendern.

## Händelser

### April
- 28 april – När den norske kungen Magnus Haraldsson dör blir hans bror Olav Kyrre (som har varit hans medregent sedan 1067) ensam kung av Norge.

### Okänt datum
- Biskop Adalvard d.y. hemkallas från Skara till Bremen.
- Vilhelm Erövraren reagerar mot folkets uppror mot honom. Han rider genom norra England med sin armé och bränner hus, grödor, boskap och mark från York till Durham. Detta resulterar i över 100 000 dödsfall, huvudsakligen genom svält och vinterkyla.
- Vilhelm Erövraren grundar det normandiska klostret i Selby.
- Abbad III al-Mutamid efterträder sin far på Sevillas tron.
- Margaret av Skottland håller ett möte på Malcome Tower i Dunfermline i försök att tvinga den Culdeekristna kyrkan att bruka de romerska riterna kring påsk, äktenskap, sabbat och nattvard.

## Födda
- Henrik I av England

## Avlidna
- 28 april – Magnus Haraldsson, kung av Norge sedan 1066
- Aldred, ärkebiskop av York
- Ingibiorg Finnsdottir, möjligen drottning av Skottland sedan 1058 (gift med Malkolm III) (möjligen död omkring detta år)